# Феофил (митрополит Литовский)
Феофил — митрополит Литовский (до августа 1317—1330).
Возглавлял митрополичью кафедру Новогородка Литовского при императорах династии Палеологов Андронике II, Андронике III и патриархах Иоанне Глике, Герасиме I, Исайе. Подписывался под актами Константинопольских синодов в августе 1317, январе 1327 и апреле 1329 года. В акте 1329 года указано его имя (θεοφίλου). Ему подчинялись епископы Полоцкий и Туровский. Митрополит Феофил благословил Гедимина на должность Великого князя Литовского и брачный союз его детей с детьми великого князя Владимирского, короля Малой Руси, польского короля (Мария Гедиминовна была женой Дмитрия Михайловича, Любарт (Дмитрий) Гедиминович — мужем волынской княжны, а Альдона Гедиминовна — женой Казимира III).
При митрополите Феофиле, в 1328 году на Соборе, в котором участвовали епископы Марк Перемышльский, Феодосий Луцкий, Григорий Холмский и Стефан Туровский, епископом Владимирским поставили Афанасия, а Галицким — Феодора.
После смерти митрополита Феофила (около 1330 года) его личное имущество было описано канцелярией митрополита Феогноста (эта опись сохранилась в Vatic, gr. 840).. Феогност, получив титул «митрополит Киевский и экзарх всея Руси», должен был окормлять епархии Литовской митрополии, кафедра которой оставалась незамещённой до 1352 года. «Связь Византии с Золотой Ордой помогает понять, почему в XIV веке патриарх Константинопольский старался сохранить на Руси единую систему церковного управления, возглавляемую одним митрополитом, резиденция которого должна была находиться на территориях, подвластных татарам, а не в Литве, например»; «При таких обстоятельствах понятно недоверие византийцев к попыткам литовских князей нарушить этот status quo…».